# Bombs and Blunders
Bombs and Blunders è un cortometraggio muto del 1917 diretto da Lawrence Semon (Larry Semon).

## Produzione
Il film fu prodotto dalla Vitagraph Company of America.

## Distribuzione
Distribuito dalla Greater Vitagraph (V-L-S-E), il film - un cortometraggio in una bobina - uscì nelle sale cinematografiche statunitensi il 19 marzo 1917. Ne venne fatta una riedizione che fu distribuita sul mercato americano il 1º marzo 1920.
Non si conoscono copie ancora esistenti della pellicola che viene considerata presumibilmente perduta.